# 銅田站
銅田站（日语：／ Dōta eki */?）是位於鹿兒島縣國分市上井（現在是霧島市國分上井），日本國有鐵道（國鐵）的大隅線車站（廢站）。

## 歷史
- 1972年（昭和47年）9月9日 - 日本國有鐵道大隅線 海潟溫泉至國分之間開通，此站啟用[2]。
- 1987年（昭和62年）3月14日 - 大隅線全線廢止，此站也廢止[2]。

## 廢止時的車站構造
此站是地面車站（建設路堤上），設有1面1線單式月台。此站是無人車站，沒有車站大樓，月台上設有候車室。

## 現狀
車站路堤已經崩倒，並且變成一般道路。車站遺址變成了鐵道紀念公園，公園內設有守車Yo8000型、站名牌和踏切警報機。車站附近設有霧島市國分親睦巴士南公園巴士站，只於早上和黃昏行走。

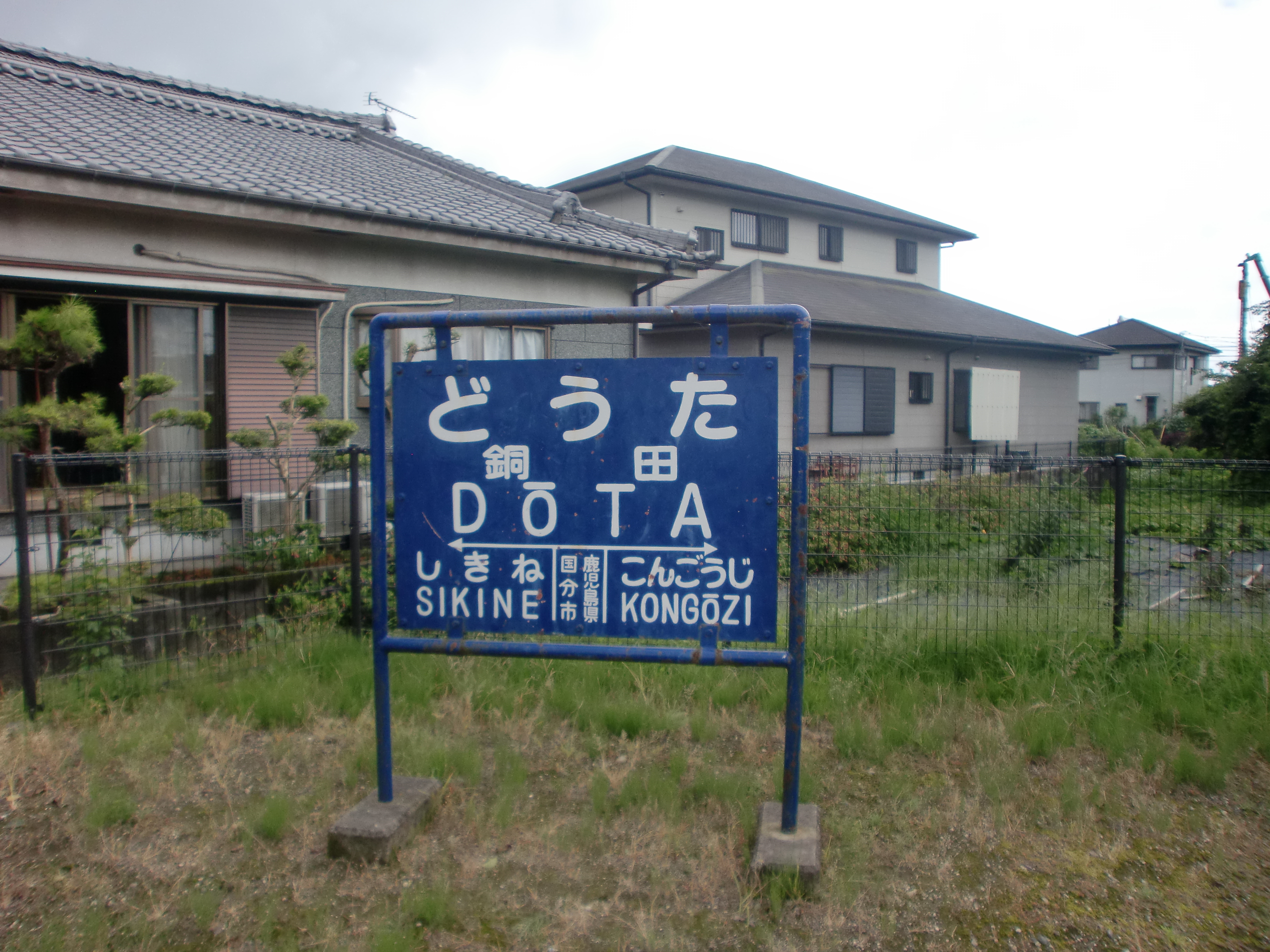
站名牌
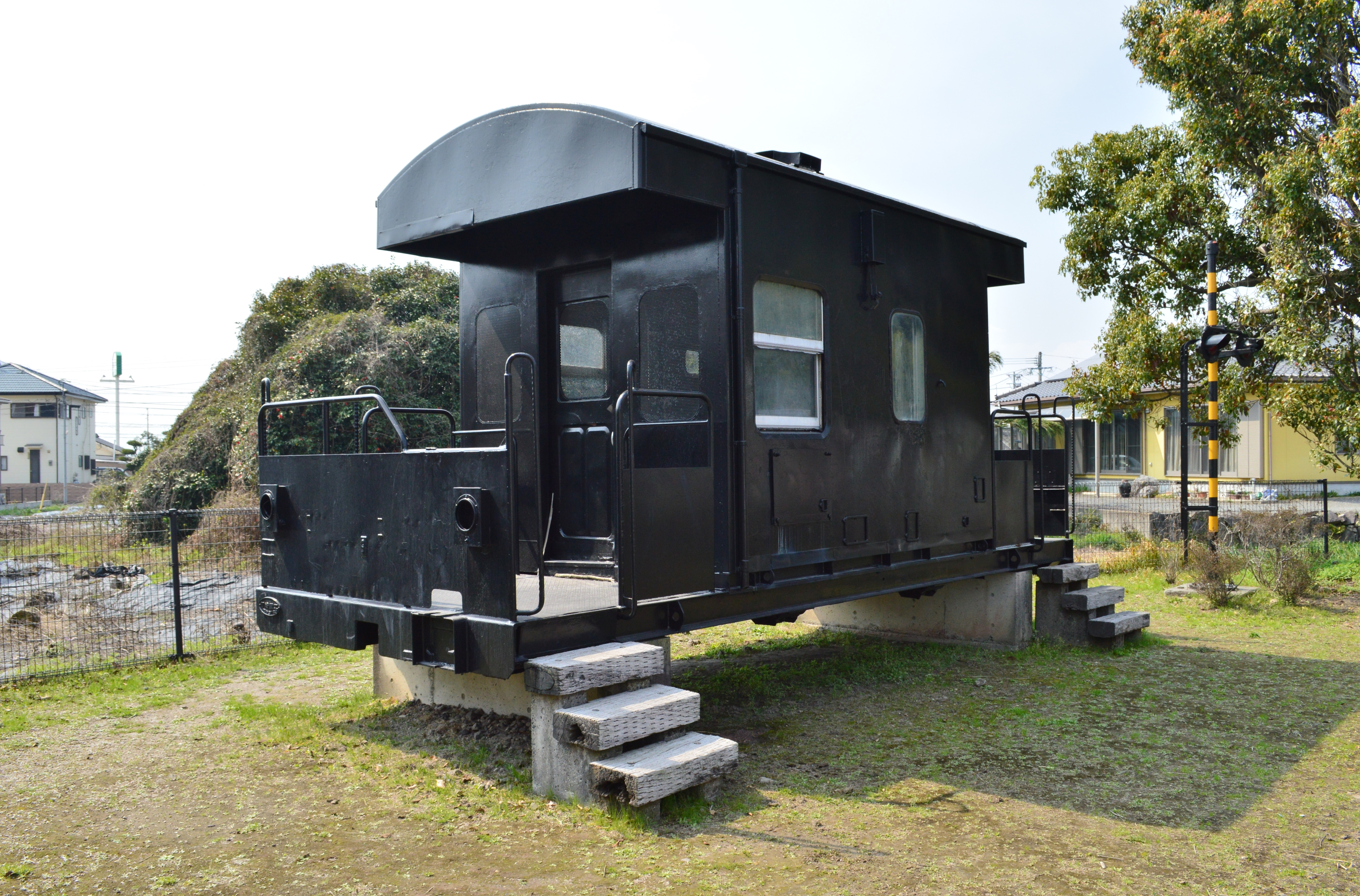
Yo8000型

## 相鄰車站
日本國有鐵道
大隅線
敷根－銅田－金剛寺

## 注腳
1. 1 2 3 4  . JTB出版. : 333 （日语）.
2. 1 2  . 鐵道雜誌（日语：鉄道ジャーナル） (鐵道雜誌社). 1987-06, 21 (7): 96–98 （日语）.